# Bergslagsromaner
Bergslagsromaner är en rad romaner som den svenske författaren Hjalmar Bergman skrev cirka 1912-1917. De inleddes med Vi Bookar, Krokar och Rothar (1912) och Loewenhistorier (1913). Central är trilogin Komedier i Bergslagen med verken Två släkter (1914), Dansen på Frötjärn (1915) och Knutsmässo marknad (1916). Löst knuten till de tre komedierna är även Mor i Sutre (1917).